# Gesetzliche Erwerbungsart
Unter der Gesetzlichen Erwerbungsart (auch: Modus) versteht man die vom österreichischen Gesetz abschließend geregelten Möglichkeiten der Übergabeformen zur wirksamen Eigentumsübertragung.
In Österreich stellt § 380 ABGB fest, dass ohne Titel und ohne rechtliche Erwerbungsart kein Eigentum erlangt werden kann. Zusätzlich verdeutlicht der Gesetzgeber in § 425 ABGB, dass Eigentum und alle dinglichen Rechte überhaupt, außer den in dem Gesetze bestimmten Fällen, nur durch rechtliche Übergabe und Übernahme erworben werden.

## Bewegliche Sachen
Für bewegliche Sachen gilt das Traditionsprinzip, diese müssen also in der Regel körperlich von Hand zu Hand übergeben werden (§ 426 ABGB). Für bewegliche Sachen, die ihrer Beschaffenheit nach eine solche Übergabe nicht zulassen (u. a. Forderungen, Warenlager, Frachtgüter oder andere Gesamtsachen) erlaubt § 427 ABGB die Übergabe durch Zeichen.
Der Maßstab der "Untunlichkeit", welche die subsidiäre Übergabe durch Zeichen erlaubt, ist allerdings sehr streng anzusehen (z. B. sieht die Rechtsprechung Flugzeuge als beweglich genug an, um die Übergabe durch Zeichen nicht zu erlauben).
Diese Zeichen können laut Gesetz Werkzeuge (insb. Schlüssel) sein, die den alleinigen Zugriff und damit die Inbesitznahme ermöglichen, Urkunden mit entsprechender Darlegung des Eigentums sowie Merkmale, aus denen jedermann deutlich erkennen kann, dass die Sache übergeben worden ist (bspw. Markierungen auf gefällten Holzstämmen). Eine weitere Ausnahme bildet § 428 ABGB, der die sogenannte Übergabe durch Erklärung erlaubt: 
Die Übergabe durch Erklärung folgt drei verschiedenen Ausgestaltungen, welche man auch als Übergabesurrogate bezeichnet:
Das Besitzkonstitut führt dazu, dass der Erwerber sofort Eigentum erwirbt, die Sache aber beim Veräußernden bleibt.
Die sogenannte Übergabe kurzer Hand (traditio brevi manu) ist dadurch charakterisiert, dass die Sache schon beim Erwerber ist, und er sofort durch die Erklärung Eigentümer wird. Somit wird ein unnötiges Hin- und Herschieben der Sache verhindert.
Zuletzt ist die Besitzanweisung zu erwähnen, bei der ein Eigentümerwechsel stattfindet, während die Sache sich bei einem Dritten befindet, welcher mit dem Eigentumserwerb an sich nichts zu tun hat (z. B. Bild des A hängt als Leihgabe in der Galerie des C, während das Bild von A an B veräußert wird).

## Unbewegliche Sachen
Für unbewegliche Sachen gilt das Intabulationsprinzip. Die grundsätzlich einzige gesetzliche Übertragungsart ist der Eintrag in die öffentlichen Bücher (Einverleibung) gem. § 431 ABGB. Jedoch gibt es auch bei Liegenschaften die Möglichkeit eines außerbücherlichen Erwerbs: Zu nennen sind hier die Ersitzung und die Erbschaft. Der Ersitzende und der Erbe werden beide bereits außerbücherlicher Eigentümer, noch bevor es zu einer Eintragung im Grundbuch kommt. Um das Recht aber jedermann gegenüber ersichtlich zu machen, ist auch hier eine Eintragung anzuraten. Kommt es nämlich zu keiner Eintragung, kann gem. § 1500 ABGB bzw. in anderer Sonderkonstellation § 62 ff. GBG das Eigentum durch einen Dritten gutgläubig vom (dann) Nichtberechtigten im Vertrauen auf das Grundbuch erworben werden, was wiederum den Verlust des ersessenen Eigentums bedeutet.